# 依沙
依沙（英語：Hisah，Hokr el Haïssa；阿拉伯语：‎）是位於黎巴嫩阿卡省的一個行政村。

## 地理和人口
依沙地理位置靠近黎巴嫩於叙利亚的邊界。依沙的人口大多為阿拉维派，也有少量的逊尼派穆斯林人。

## 历史
依沙的历史可以追溯到希拉尔部族族人的日子。當時希拉尔部族領袖阿布 - 扎伊德有一頭名為依沙的馬，居民按馬匹的名字取名村子為依沙。
2006年以黎衝突時，村子裡頭的一個橋樑被以色列空軍轟炸，有12名村民不幸犧牲。